# Бенгтссон, Юхан
Пер Юхан Бенгтссон (швед. Per Johan Bengtsson; род. 1 января 2004) — шведский футболист, нападающий клуба «Сундсвалль».

## Клубная карьера
Футболом начал заниматься в клубе «Эссвик». В 15-летнем возрасте перебрался в молодёжную команду «Сундсвалля». Осенью 2019 года ездил на просмотр в английский «Лидс Юнайтед», однако остался в шведском клубе и 2 июля 2020 года подписал свой первый профессиональный контракт, рассчитанный на три года. Спустя неделю после этого провёл первую игру за основную команду в Суперэттане в домашней всирече с «Вестеросом», заменив на 86-й минуте Понтуса Энгблума. Благодаря этому выходу на поле, Бенгтссон стал самым молодым дебютантом клуба за всю историю и вторым игроком 2004 года рождения, сыгравшим в Суперэттане. По итогам сезона 2021 года «Сундсвалль» занял вторую строчку в турнирной таблице и вернулся в Алльсвенскан. 9 апреля 2022 года во второму туре Юхан дебютировал в чемпионате Швеции против «Хаммарбю», появившись на поле в перерыве вместо Денниса Ульссона.

## Карьера в сборной
Провёл за юношескую сборную до 17 лет шесть матчей, в которых забил два мяча. 25 марта на тренировочном сборе в испанской Марбелье дебютировал за сборную до 19 лет в товарищеской игре с англичанами.

## Клубная статистика
| Выступление      | Выступление      | Выступление      | Лига | Лига | Кубки | Кубки | Конт. кубки | Конт. кубки | Итого | Итого |
| Клуб             | Лига             | Сезон            | Игры | Голы | Игры  | Голы  | Игры        | Голы        | Игры  | Голы  |
| ---------------- | ---------------- | ---------------- | ---- | ---- | ----- | ----- | ----------- | ----------- | ----- | ----- |
| Сундсвалль       | Суперэттан       | 2020             | 9    | 1    | 0     | 0     | 0           | 0           | 9     | 1     |
| Сундсвалль       | Суперэттан       | 2021             | 16   | 4    | 2     | 0     | 0           | 0           | 18    | 4     |
| Сундсвалль       | Алльсвенскан     | 2022             | 1    | 0    | 3     | 0     | 0           | 0           | 4     | 0     |
| Сундсвалль       | Итого            | Итого            | 26   | 5    | 5     | 0     | 0           | 0           | 31    | 5     |
| Всего за карьеру | Всего за карьеру | Всего за карьеру | 26   | 5    | 5     | 0     | 0           | 0           | 31    | 5     |